# Hiroshi Otsuki
Hiroshi Otsuki (født 23. april 1980) er en tidligere japansk fodboldspiller.
Han har spillet for flere forskellige klubber i sin karriere, herunder Kyoto Purple Sanga.